# Mayumba Nationalpark
Mayumba Nationalpark (fransk: Parc national de Mayumba) er en nationalpark der ligger ved kysten, i det sydvestlige Gabon. Parken udgør en smal strand med klitter, savanne og regnskov i den allersydlige del af landet, mellem Mayumba og grænsen til Republikken Congo. Mayumba Nationalpark beskytter 60 km af de vigtigste ynglestrande for læderskildpadder på Jorden og er hjemsted for en unik kystvegetation med en række landpattedyr, herunder skovelefanter, bøfler, leoparder, gorillaer, chimpanser, antiloper, flodheste, flere abearter, og også krokodiller. Den går 15 km ud på havet og beskytter vigtige marine levesteder for delfiner, hajer og migrerende pukkelhvaler. Det er Gabons eneste primært marine nationalpark.